# Calathea blanda
Calathea blanda là một loài thực vật có hoa trong họ Marantaceae. Loài này được (Nees) Steud. mô tả khoa học đầu tiên năm 1840.